# Wilhelmsburg (Neder-Oostenrijk)
Wilhelmsburg is een gemeente in de Oostenrijkse deelstaat Neder-Oostenrijk, gelegen in het district St. Pölten-Land. De gemeente heeft ongeveer 6700 inwoners.

## Geografie
Wilhelmsburg heeft een oppervlakte van 45,76 km². Het ligt in het noordoosten van het land, ten westen van de hoofdstad Wenen en in de buurt van de deelstaathoofdstad Sankt Pölten.

## Wümschburg
De naam Wilhelmsburg wordt in het plaatselijke Midden-Beierse dialect als "Wümschburg" uitgesproken. De spelling Wümschburg wordt tegenwoordig door de gemeente gebruikt om de gemeente te promoten, omdat het op "Wünschburg" ("droomstadje") lijkt.

## Museum
- Wilhelmsburger Geschirr-Museum (keramiek)

- Gemeinsame Normdatei: 4343326-1
- MusicBrainz: 7906b210-4974-40c6-bfd9-a113f0e75b5f
- Nationale Bibliotheek van Israël: 987011252650105171
- Virtual International Authority File: 241189835

Altlengbach · Asperhofen · Böheimkirchen · Brand-Laaben · Eichgraben · Frankenfels · Gerersdorf · Hafnerbach · Haunoldstein · Herzogenburg · Hofstetten-Grünau · Inzersdorf-Getzersdorf · Kapelln · Karlstetten · Kasten bei Böheimkirchen · Kirchberg an der Pielach · Kirchstetten · Loich · Maria-Anzbach · Markersdorf-Haindorf · Michelbach · Neidling · Neulengbach · Neustift-Innermanzing · Nußdorf ob der Traisen · Ober-Grafendorf · Obritzberg-Rust · Perschling · Prinzersdorf · Pyhra · Rabenstein an der Pielach · Schwarzenbach an der Pielach · St. Margarethen an der Sierning · Statzendorf · Stössing · Traismauer · Weinburg · Wilhelmsburg · Wölbling